# Anarta florida
Trichoclea florida là một loài bướm đêm trong họ Noctuidae.